# Calendari asteca

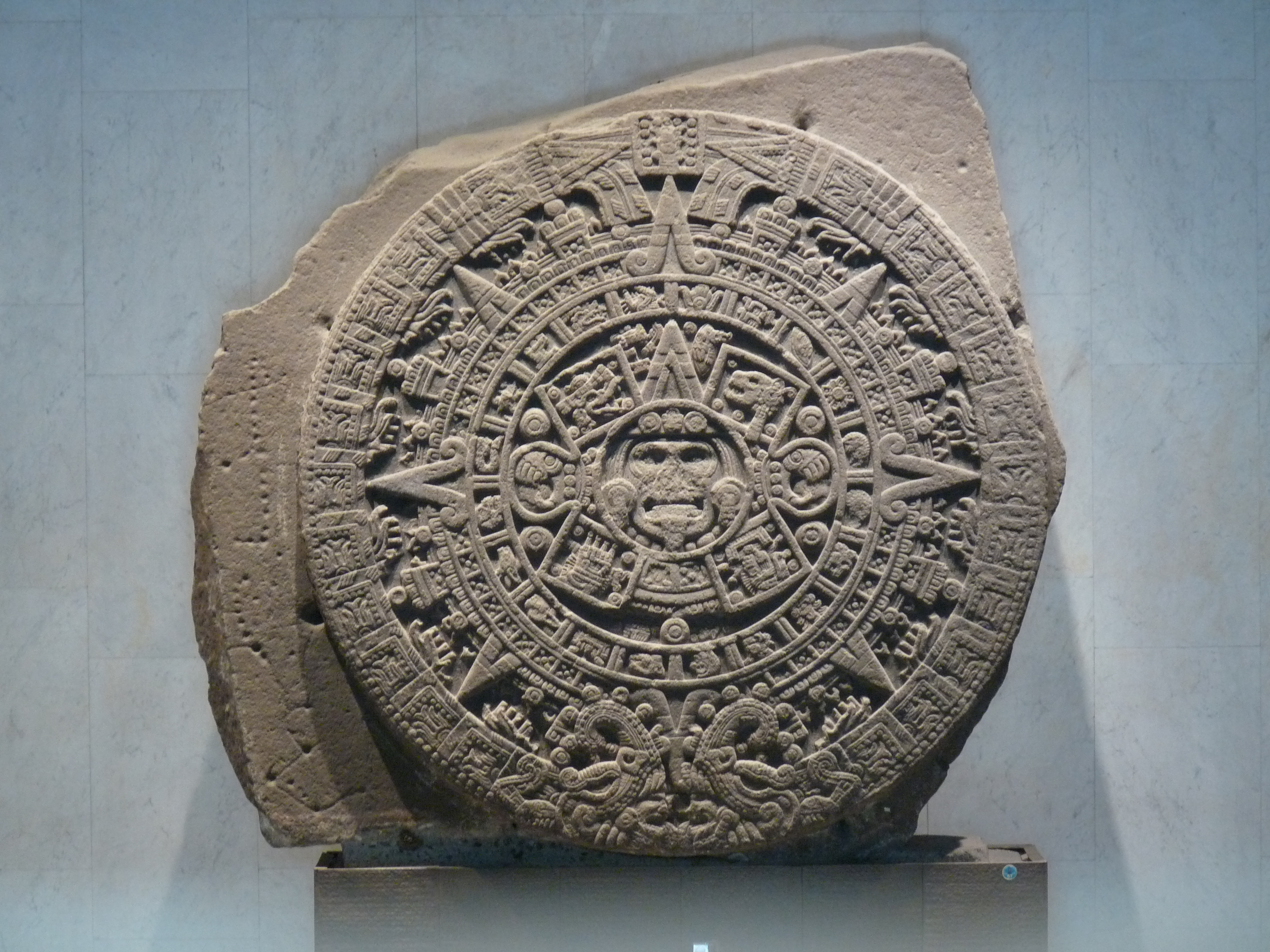
Calendari solar Asteca

El calendari asteca va ser usat per aquest poble i altres cultures americanes en dues versions, una religiosa i una civil, per mesurar el pas del temps per a l'agricultura i les festivitats. Sembla que el primer mes corresponia a una data entre febrer i març. Quan els dos calendaris acabaven el mateix dia, cada 52 anys, es canviava d'era (l'equivalent al segle) i se celebrava amb una gran festa del foc. Aquest segle es combinava també amb un cicle de Venus, anomenat vellesa. La Pedra del Sol, que ordena el calendari asteca fou trobat el 1709 durant el nou empedrat de la plaça de Armas de Ciutat de Mèxic es conserva al Museu Nacional d'Antropologia de Mèxic.

## Dificultats
El calendari asteca és molt perfeccionista i deriva clarament dels calendaris indígenes que els asteques trobaren al país i això explica les relacions amb el sistema maia. És sabut que tots aquests sistemes de calendari en sol americà procedeixen de formes asiàtiques orientals, per camins i en època que no és fàcil precisar per ara. Malgrat que amb aquestes limitacions, sorprèn el que en aquest camp s'arribés a tal perfecció, que suposa diverses èpoques de preparació i els mitjans de recordar els fenòmens celestes per organitzar un sistema tan complex.

## Divisió anual
Pels asteques, l'any es dividia en 18 mesos de 20 dies, amb els quals, afegint cinc dies complementaris, componien l'any de 365 dies. Junt a l'anterior sistema es coneixia l'anomenat tonalamati, que potser era el vestigi d'un any lunar anterior en què els períodes eren 13 de 20 dies cadascun, en total 260 dies. No sembla que el sistema usat si afegís cada quatre anys un dia complementari com en el nostre calendari julià.

## Cicle de Venus
El cicle de venus tenia 584 dies i existia el de 4 anys solars, el de 52 anys i el de 104. Cada dia del mes tenia el seu propi signe, el seu número d'1 a 13, i es col·locava sota l'advocació d'un dels nou senyors de la nit. Els mesos es designaven amb un nom que corresponia al de la festa del seu últim dia, tenint cadascun un nom pel lloc que ocupava en el tonalamati i en el cicle de Venus. Només cada 52 anys solars coincidien les denominacions de l'any solar i del tonalamati, i cada 104 les dels tres cicles. Sistema difícil d'interpretar, però perfecte.

## Ritus
El període de 52 anys s'inaugurava amb el ritu màgic de l'obtenció del foc nou, sobre el cos d'un sacrificat. El primer dia de l'any sembla que era el primer dia del mes toxcalt, que el 1521 coincidí amb el nostre 3 de maig. Cada mes tenia les seves atribucions i divinitats protectores i, naturalment, els seus sacrificis peculiars.

## Calendari civil
El calendari civil constava de 18 mesos que es regeixen pel Sol. Cada mes incloïa un ritual, que es resumeix en el llistat següent:
- I Atlacacauallo - sacrifici d'infants a Chalchitlicue i Tlàloc
- II Tlacaxipehualiztli - lluita a mort ritual
- III Tozoztontli - enterrament de les pells dels sacrificis
- IV Hueytozoztli - benedicció del blat de moro i sacrifici d'una verge
- V Toxcatl - festa dels ídols
- VI Etzalcualiztli - sacrificis simbòlics, festa de la dansa
- VII Tecuilhuitontli - cerimònia dels treballadors de la sal
- VIII Hueytecuihutli - gran banquet comunal ofert pels nobles
- IX Tlaxochimaco - festa de les flors
- X Hueymiccaihuitl - competicions de pujar una estaca, sacrificis humans a les divinitats del foc
- XI Ochpaniztli - neteja ritual dels habitatges
- XII Teoleco - benvinguda dels déus, banquets, sacrificis humans
- XIII Tepeihuitl - sacrificis humans en honor dels déus de la muntanya, canibalisme ritual
- XIV Quecholli - dejú previ a la gran festa de la caça
- XV Panquetzaliztli- hissat de banderes, competicions i sacrificis col·lectius
- XVI Atemoztli - sacrifici de nens i esclaus
- XVII Tititl - invocació de la pluja
- XVIII Izcalli - festival de Huehueteotl

Per quadrar el calendari amb els moviments dels astres, s'intercalaven cinc dies intermedis de recolliment i dejú general. Els anys es posaven sota un signe en rotació de quatre. Els anys de la canya s'associaven a l'Est i a l'abundància; els anys del sílex o dels inferns es lligaven al nord i eren àrids; els anys de la casa es relacionaven amb l'oest i la dona i els anys del conill s'associaven al sud i a la Lluna i es consideraven imprevisibles.

## Calendari religiós
El calendari religiós o Tonalpohualli era comptat pels sacerdots i possiblement és d'herència maia. Es tractava d'assignar a cada dia de l'any (fins a un total de 260) una data única combinant símbols per formar 20 setmanes de tretze dies cadascuna. Cada dia tenia tretze hores de sol i nou de nit. Les setmanes o tretzenes estaven dedicades a un déu concret del panteó asteca i rebien el nom d'un element natural important, com es veu a:
1. Cipactli (cocodril) - Ometeotl
2. Ocelotl (jaguar) - Quetzalcóatl
3. Mazatl (daina) - Tepeyollot
4. Xochitl (flor) - Huehueteotl
5. Acatl (canya) - Chalchitlicue
6. Miquiztli (mort) - Tonatiuh
7. Quiahuitl (pluja) - Tlàloc
8. Malinalli (herba) - Mayahuel
9. Coatl (serp) - Xiuhtecuhtli
10. Tecpatl (sílex) - Mictlantecuhtli
11. Ozomahtli (mico) - Patecatl

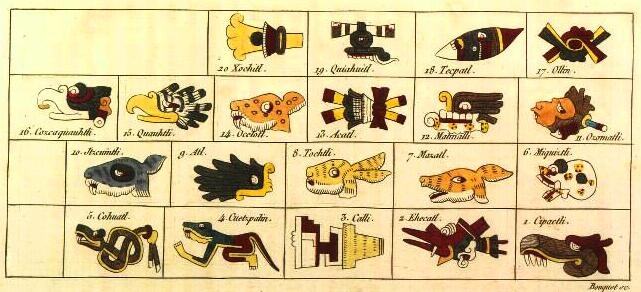
Calendari asteca

12. Cuetzpalin (llangardaix) - Itzlacoliuhqui
13. Ollin (terratrèmol) - Tlazolteotl
14. Itzcuintli (gos) - Xipetotec
15. Calli (casa) - Itzpapalotl
16. Cozcacuauhtli (voltor) - Xolotl
17. Atl (aigua) - Chalchihuihtotolin
18. Ehecatl (vent) - Chantico
19. Cuauhtli (àliga) - Xochiquetzal
20. Tochtli (conill) - Xiuhtecuhtli